# Alexis Flips
Alexis Laurent Patrice Roge Flips (* 18. Januar 2000 in Villeneuve-d’Ascq) ist ein französischer Fußballspieler, der beim RSC Anderlecht unter Vertrag steht.

## Karriere

### Verein
Flips begann seine fußballerische Ausbildung 2005 bei der AS Hellemmes Football. Im Sommer 2008 wechselte er in die Jugendakademie des OSC Lille. In der Saison 2016/17 kam er dort bereits zu zwei Einsätzen für die viertklassige Zweitmannschaft. In der anschließenden Spielzeit 2017/18 spielte er dort 22 Mal, wobei er viermal traf und er stand zudem im Kader in der Coupe de la Ligue für die Profis. Die Saison 2018/19 beendete er wieder ausschließlich in der zweiten Mannschaft, wo er in 24 Einsätzen erneut viermal treffen konnte. Für die gesamte Spielzeit 2019/20 wurde er an den Zweitligisten AC Ajaccio verliehen. Dort stand er direkt am fünften Spieltag gegen den Paris FC bei einem 1:0-Sieg direkt in der Startelf und debütierte somit im Profibereich. Wettbewerbsübergreifend spielte er für die Korsen 15 Saisonspiele, wobei er ein Tor vorlegte.
Nach seiner Rückkehr wechselte er in die Ligue 1 zu Stade Reims. Nach sämtlichen Einsätzen in der National 2 für das B-Team schoss er bei seinem Erstligadebüt bei einem 2:2-Unentschieden gegen Olympique Nîmes nach Einwechslung direkt sein erstes Tor überhaupt bei den Profis. Er kam in jener Saison 2020/21 zu einem weiteren Einsatz in der Ligue 1. In der Spielzeit 2021/22 spielte er bereits 25 Ligapartien, wobei er zwei Tore schoss. In der nächsten Saison waren es 33 von 38 möglichen Ligaspielen, in denen er vier Tore schoss, und zwei Pokalspiele mit zwei Toren.
Ohne ein Spiel für Reims in der neuen Saison bestritten zu haben, wechselte er Mitte August 2023 zum belgischen Erstdivisionär RSC Anderlecht, wo er einen Vertrag mit einer Laufzeit von fünf Jahren unterschrieb. Dort bestritt er 12 von 22 möglichen Ligaspielen und eins von drei Pokalspielen. Anfang Februar 2024 wechselte er leihweise in die Türkei zu MKE Ankaragücü. Dort bestritt er 10 von 14 möglichen Ligaspielen und zwei Pokalspiele.
In der Saison 2024/25 wurde er kurz nach Saisonbeginn an Sporting Charleroi ausgeliehen.

### Nationalmannschaft
Flips spielte bislang für diverse Juniorennationalmannschaften Frankreichs. Mit den U17-Junioren nahm er an der U 17-EM 2017 teil und spielte dort alle fünf Spiele. Frankreich erreichte dort Platz 5. Zwei Jahre später nahm er mit der U19-Nationalmannschaft an der U 19-EM 2019 teil und war dort auch Stammspieler.